# Ronald Sibanda
Pour les articles homonymes, voir Sibanda.
Ronald Sibanda (né le 29 août 1976 à l'époque en Rhodésie, aujourd'hui au Zimbabwe) est un joueur de football international zimbabwéen, qui évoluait au poste de milieu de terrain.

## Biographie

### Carrière en club
Avec le club de Dynamos Harare, il remporte notamment un championnat du Zimbabwe et une Coupe du Zimbabwe. Il atteint par ailleurs la finale de la Ligue des champions africaine en 1998, en étant battu par l'équipe ivoirienne de l'ASEC Mimosas.

### Carrière en sélection
Avec l'équipe du Zimbabwe, il joue entre 1996 et 2007. 
Il figure dans le groupe des sélectionnés lors des Coupes d'Afrique des nations de 2004 et de 2006.
Il joue également 13 matchs comptant pour les tours préliminaires de la coupe du monde, lors des éditions 1998, 2002 et 2006.

## Palmarès
Dynamos Harare
| - Championnat du Zimbabwe (1) : - Champion : 1997. - Coupe du Zimbabwe (1) : - Vainqueur : 1996. - Coupe de la Ligue du Zimbabwe : - Finaliste : 1997. |  | - Trophée de l'Indépendance (1) : - Vainqueur : 1998. - Ligue des champions : - Finaliste : 1998. |